# 286 a.C.

## Eventos
- Marco Valério Máximo Potito e Caio Élio Peto, cônsules romanos.